# Theodore Roosevelt National Park
Theodore Roosevelt  National Park  er en nationalpark i delstaten North Dakota i USA. Parken blev etableret 10. november 1978, og er på 285 km². De vigtigste naturattraktioner i nationalparken er landskabstypen badland (et tørt, lerholdigt erosionslandskab), et rigt dyreliv, og kulturhistorien knyttet til Roosevelts liv, jagt og ejendomme i området. 
Parken består af tre separate områder i den  vestlige del af Nord-Dakota, som alle ligger indenfor Little Missouri Rivers afvandingsområde. Disse delene er North Unit, South Unit og Elkhorn Ranch Unit som ligger mellem de to andre. Maah Daah Hey Trail knytter de tre sektioner sammen.
Parken er opkaldt efter Theodore Roosevelt (1858–1919), som var USAs præsident 1901-09. Han både ejede og arbejdede på en ranch som nu er bevaret i parken. Roosevelt var først medejer i Maltese Cross Ranch fra 1883, og etablerede i 1884 Elkhorn Ranch. Han boede her en kort periode, men knyttede stor personlig interesse til området, og skrev naturbreve herfra både i avisene og i tre bøger: Hunting Trips of a Ranchman (1885), Ranch Life and the Hunting Trail (1888) og The Wilderness Hunter (1891). 
De første initiativer til at bevare området kom efter Roosevelts død. Under New Deal-politikken 1934-41 blev der anlagt faciliteter  for friluftsliv i området, som i 1935 blev beskyttet som Roosevelt Recreation Demonstration Area. I 1946 blev området lagt under forvaltning af United States Fish and Wildlife Service med navnet Theodore Roosevelt National Wildlife Refuge. I 1947 blev området etableret som Theodore Roosevelt National Memorial Park; dette er den første og eneste «National Memorial Park»  som er oprettet. I 1978 blev grænserne justeret, og området blev opgradert til nationalpark under sit nuværende navn. Samtidig blev et mindre område af parken, på 121.1 km², underlagt en strængere beskyttelse som Theodore Roosevelt Wilderness. Hele nationalparken ligger indenfor Little Missouri National Grasslands.
Dyrelivet er karakteristisk for Great Plains med bison, vildhester, wapiti, tykhornsfår, virginiahjort, storøret hjort og præriehunde. Fulgelivet omfatter over 186 arter; blandt andet kongeørn, spidshalet hjerpe (Tympanuchus phasianellus) og kalkun.